# ۸۲۴ (قمری)
۸۲۴ (قمری)، هشتصد و بیست و چهارمین سال در گاهشماری هجری قمری است. اول محرم این سال برابر با پانزدهم ژانویه سال ۱۴۲۱ میلادی است.